# Poeciliopsis jackschultzi
Poeciliopsis jackschultzi, tên thông thường là Río Concepción topminnow, là một loài cá nước ngọt thuộc chi Poeciliopsis trong họ Cá khổng tước. Loài này được mô tả lần đầu tiên vào năm 2019.

## Từ nguyên
Loài cá này được đặt theo tên của nhà ngư học Jack Schultz, người tiên phong trong các nghiên cứu về sự lai tạp ở các loài Poeciliopsis.

## Phạm vi phân bố và môi trường sống
P. jackschultzi có phạm vi phân bố ở Bắc Mỹ. Loài cá này được tìm thấy ở sông Concepción (bang Sonora, Mexico). Dựa trên các địa điểm thu thập mẫu vật của P. jackschultzi, loài cá này ưa sống trong các đầm lầy với vùng nước lặng, hoặc dòng chảy tương đối chậm.

## Mô tả
Chiều dài cơ thể tối đa được ghi nhận ở P. jackschultzi là khoảng 2,6 cm. Cơ thể trong mờ, có màu vàng lục nhạt, sẫm màu vàng nâu ở phần lưng trước và đỉnh đầu. Gốc vây đuôi có vạch hình bầu dục màu nâu vàng. Gốc vây hậu môn của cá đực có màu cam sáng.